# Africada no sibilante retrofleja sorda
La africada no sibilante retrofleja sorda es un sonido consonántico el cual se ha informado que aparece en algunos idiomas, el símbolo que representa este fonema en el Alfabeto Fonético Internacional es ⟨ʈɻ̝̊⟩

## Características
- Es una africada, lo que significa que el flujo de aire se suprime en su totalidad, para luego liberarse por un canal formado por la lengua, que dirige el chorro de aire a los bordes de los dientes, lo que causa una turbulencia.
- Su punto de articulación es retroflejo, lo que prototípicamente significa que está articulado subapical (con la punta de la lengua doblada hacia arriba), pero más generalmente significa que es postalveolar sin palatalizarse. Es decir, además de la articulación subapical prototípica, el contacto de la lengua puede ser apical (puntiagudo) o laminal (plano).
- Su tipo de fonación es sorda, lo que significa que las cuerdas vocales no vibran durante la articulación.
- Es una consonante central, lo que significa que se produce dirigiendo la corriente de aire a lo largo del centro de la lengua, en lugar de hacia los lados.
- Es una consonante oral, lo que significa que el aire puede escapar únicamente por la boca.
- El mecanismo de la corriente de aire es pulmonar , lo que significa que se articula empujando el aire únicamente con los músculos intercostales y el diafragma , como en la mayoría de los sonidos.

## Ocurre en
| Idioma   | Idioma   | Palabra               | AFI                   | Significado           | Notas                                                                                   |
| -------- | -------- | --------------------- | --------------------- | --------------------- | --------------------------------------------------------------------------------------- |
| malgache | malgache | [ ejemplo requerido ] | [ ejemplo requerido ] | [ ejemplo requerido ] | También descritas como oclusivas regulares, africadas vibrantes y africadas sibilantes. |